# کریستیان سلیمنو
کریستیان سلیمنو (انگلیسی: Cristian Solimeno) یک هنرپیشه، نویسنده و کارگردان اهل انگلستان است.